# Temple protestant de Menton
Le temple protestant de Menton est un lieu de culte situé 21 rue de la République à Menton (Alpes-Maritimes). La paroisse est membre de l'Église protestante unie de France.

## Histoire
En 1857, Jean-Marie Trenca, cousin de l'homme politique Charles Trenca, fonde l'Église évangélique française de Menton. Dans les années 1860, 85 à 90 fidèles assistent à des cultes de maison, dans des villas privées. Le pasteur Jean Louis Delapierre (1836-1911) est affecté à la paroisse en 1862. Le terrain du temple est acheté le 1er mars 1867, grâce au legs d'un fidèle d'origine allemande. Le temple est inauguré le 11 mars 1868.  En 1884, les poutres en bois sont remplacées par des poutres en fer, ce qui permet à l'édifice de résister au séisme du 23 février 1887 en Ligurie et d'en accueillir les victimes.
En 1925, une salle paroissiale est élevée sur le côté est du temple, grâce au legs d'Anna Thuemmel, comme l'indique une plaque commémorative dans le temple.
Le 9 octobre 1959 est inauguré le temple protestant de Monaco - la paroisse de Menton et Monaco partage le même pasteur,,.

### Pasteur de la communauté
- 1863-1911 Jules Louis Delapierre
- 1911-1934 Laurent Matossi
- 1997-2001- Andras Kutasi
- 2002-2016 Didier Meyer[6]
- 2018-2022 Richard Cadoux[7]

## Architecture
Le temple est construit sur les plans de deux architectes suisses, Henri Bourrit (1841-1890) et Jacques Simmler (1841-1901). Il est en moellons calcaire à tête dressé, couvert d'un toit à longs pans en tuiles plates. La façade est surmontée d'une croix. L'accès se fait par un porche protégeant une volée de marches. Sur le portail est inscrit en lettres capitales « Église évangélique française ». Sur le tympan est gravé « La grâce du Seigneur Jésus-Christ, l'amour de Dieu, la communion du Saint Esprit soient avec vous tous. Amen. », une citation d'un verset de la Deuxième épître aux Corinthiens 13, 14.
À l'étage, six baies en plein cintre apportent la lumière du midi à la nef.
À l'intérieur, trois fenêtres sont décorées de vitraux non figuratifs. Ils sont l’œuvre de l'artiste Achim Herget, à La Turbie. Celui de l'angle sud-ouest représente l'archange Michel et une rose de Luther et date de mars 2009. L'angle sud-est représente le prophète Ézéchiel et une croix huguenote, 2012. C'est une copie d'un vitrail de l'église Sainte-Marie de Bernbourg, en Allemagne.